# Peter Crinnion
Peter Crinnion (* 12. Februar 1939 in Bray) ist ein ehemaliger irischer Radrennfahrer und nationaler Meister im Radsport.

## Sportliche Laufbahn
Als Amateur startete er für den Verein Bray Wheelers.
Er war Teilnehmer der Olympischen Sommerspiele 1960 in Rom. Dort startete er im olympischen Straßenrennen und schied beim Sieg von Wiktor Kapitonow aus. Zuvor hatte er drei der vier irischen Auswahlrennen für Olympia gewonnen. 1960 gewann er die nationale Meisterschaft im Straßenrennen der Amateure. 1961 bis 1966 fuhr er als zunächst als Unabhängiger mit einem Vertrag im Radsportteam Margnat-Rochet-Dunlop. 1962 wechselte er zum Team Urago-Pestrin, das ihm auch eine Wohnung in Frankreich zur Verfügung stellte. 1959 zuvor hatte er das Shay Elliott Memorial gewonnen. 1962 siegte er im Etappenrennen Route de France.
Bei den UCI-Straßen-Weltmeisterschaften 1963 schied er aus. 1965 konnte er fünf Kriterien in Frankreich gewinnen. 1967 beendete er seine Laufbahn und kehrte mit seiner Familie nach Irland zurück.
Crinnion galt als Entdecker und Förderer von Stephen Roche.

## Berufliches
Crinnion war Trainer in Irland (wo er auch Stephen Roche trainierte) und irischer Teammanager bei den Olympischen Sommerspielen in München.